# Lake Mary
Lake Mary is een plaats (city) in de Amerikaanse staat Florida, en valt bestuurlijk gezien onder Seminole County.

## Demografie
Bij de volkstelling in 2000 werd het aantal inwoners vastgesteld op 11.458.
In 2006 is het aantal inwoners door het United States Census Bureau geschat op 14.718, een stijging van 3260 (28.5%).

## Geografie
Volgens het United States Census Bureau beslaat de plaats een oppervlakte van
25,1 km², waarvan 22,3 km² land en 2,8 km² water.

## Plaatsen in de nabije omgeving
De onderstaande figuur toont nabijgelegen plaatsen in een straal van 16 km rond Lake Mary.